# أندردوغ (فلم 2007)
أندردوغ (بالإنجليزية: Underdog) هو فيلم بطل خارق أمريكي لعام 2007، من كتابة جو بيسكاتيلا، أدم ريفكين وكريج أ. ويليامز، ومن إخراج فريدريك دو تشاو.

## قصة
بطل خارق جديد لديه قوى فوق طبيعية رهيبة، وهو أندردوغ، حامي حمى المدينة الجديد، الذي يستخدم القوى الخارقة لديه من أجل الحفاظ على المدينة من الأشرار، كذلك من أجل مقاومة عالم مجنون يدعى سيمون يريد تدمير المدينة والاستيلاء عليها بأي وسيلة، ويكون عليه منعه.

## طاقم التمثيل
- جيمس بيلوشي بدور دان أنجر
- بيتر دينكلاج بدور الدكتور سايمون بارسينيستر
- باتريك واربورتون بدور كاد لاكي
- جون سلاتري بدور عمدة العاصمة
- أليكس نويبرجر بدور جاك أونجر
- تايلور مومسن بدور مولي
- سامانثا جيمي بي بدور الرئيسية هيلين باترسون
- سوزي كاستيو بدور ديانا فلوريس
- تيموثي كرو بدور رئيس الشرطة
- فرانك ل. ريدلي بدور رقيب شرطة
- جاي لينو

### أصوات
- جايسون لي بدور أندردوغ
- إيمي آدمز بدور سويت بولي بيوربريد
- براد غاريت بدور ريف راف
- جون ديماغيو بدور بلدغ وسوبرشيب
- فيل موريس بدور ميم ("سوبرشيب #1")
- مايكل ماسي بدور كيل ("سوبرشيب #2")
- كام كلارك بدور اتاك ("سوبرشيب #3")
- داني ماستروجورجيو بدور كلب مجنون
- جيس هارنيل بدور رائد فضاء

## الصدور
تلقى الفيلم نسبة تأييد 16% من المراجعات على موقع الطماطم الفاسدة بنائاً على 70 مراجعة نقدية، مع متوسط تقييم 10/4.1. على ميتاكريتيك حصل الفيلم على متوسط تقييم 100/37 بناءً على 16 مراجعة. حسب موقع سينما سكور، أعطى جمهور السينما الفيلم متوسط درجة "-A" على مقياس من A+ إلى F.